# Peter Hubert Desvignes
Peter Hubert Desvignes, auch Devigny oder Devignes, (* 29. April 1804 in Konstantinopel, heute Istanbul; † 27. Dezember 1883 in Hither Green, Kent, heute Lewisham) war ein in der Levante geborener und hauptsächlich in Mitteleuropa tätiger Architekt britisch-französischer Abstammung.

## Leben und Werk
Desvignes war der Sohn eines Diamantenhändlers und wuchs ab 1806 in London auf. Er studierte beginnend im Jahre 1823 an der Royal Academy of Arts bei William Atkinson und bezeichnete sich später als civil engineer und architect. Desvignes nahm 1835 am Architektenwettbewerb für die Houses of Parliament teil und arbeitete 1837–1849 als Hausarchitekt für den anglophilen Fürsten Alois II. von und zu Liechtenstein in Wien und Eisgrub in Mähren (heute Lednice). Fürst Alois II. begeisterte sich für die in den 1830er Jahren in der britischen Hocharistokratie aktuelle neobarocke Mode der Raumgestaltung in den Stilen Louis-quatorze und Louis-quinze und er beauftragte Desvignes mit einer entsprechenden Ausgestaltung seines Wiener Stadtpalais an der Bankgasse. Desvignes arbeitete zwölf Jahre, zum Teil unter großen Schwierigkeiten, an diesem Projekt, dessen üppig dekorierte Repräsentationsräume nach der Fertigstellung Aufsehen erregten. Auch für wesentliche Teile des Mobiliars zeichnete Desvignes verantwortlich. Ausgeführt wurden seine Entwürfe von lokalen Handwerkern wie etwa dem Tischlermeister Carl Leistler oder dessen damaligem Vertragsbediensteten Michael Thonet, deren späterer Ruhm Desvignes’ eigenen Beitrag jahrzehntelang überschattete. Während dieser Tätigkeit errichtete Desvignes auch das Palmenhaus beim Schloss Eisgrub. 1849 kehrte Desvignes nach Großbritannien zurück. Über seine dortigen Tätigkeiten ist bislang nichts Näheres bekannt. Nach seinem Tod 1883 auf seinem Besitz südwestlich von London (heute Lewisham) wurde er im Desvignes’schen Familiengrab in St. Mary’s Church begraben.